# Johannes Giersing
 Johannes Hjalmar Giersing  (18 de novembre de 1872, Odense - 11 de novembre de 1954, Copenhaguen) fou un jugador d'escacs danès.

## Resultats destacats en competició
A començaments de la seva carrera, empatà als llocs 4t-5è a Copenhaguen 1895 (Andreas Rosendahl fou el guanyador). Giersing va partipar diversos cops al Campionat Nòrdic, i el va guanyar en una ocasió, en la 4a edició celebrada a Kristiania el 1903. Fou 6è a Copenhaguen 1899 (2n Nord-ch, Jörgen Möller fou el guanyador); empatà als llocs 5è-6è a Göteborg 1901 (3r Nord-ch, el campió fou Möller); fou 10è a Estocolm 1906 (Ossip Bernstein i Carl Schlechter guanyaren), fou 10è a Estocolm 1912 (8è Nord-ch, Aleksandr Alekhin fou el guanyador), empatà als llocs 6è-7è a Copenhaguen 1916 (9è Nord-ch, el campió fou Paul Johner), fou 5è a Kristiania 1917 (10è Nord-ch, el campió fou Gustaf Nyholm), i fou 11è a Copenhaguen 1924 (12è Nord-ch, el campió fou Aron Nimzowitsch).
Giersing va guanyar el Campionat de Dinamarca a Horsens 1915,
 guanyà a Copenhaguen 1918, i fou 3r a Aarhus 1925 (Campionat de Dinamarca, el campió fou Erik Andersen).

### Rànquing mundial
El seu millor rànquing Elo s'ha estimat en 2478 punts, el juny de 1913, moment en què tenia 41 anys, cosa que el situaria en 60è lloc mundial en aquella data. Segons chessmetrics, va ser el 59è millor jugador mundial el gener de 1914.